# Dzieło D-10 Twierdzy Modlin

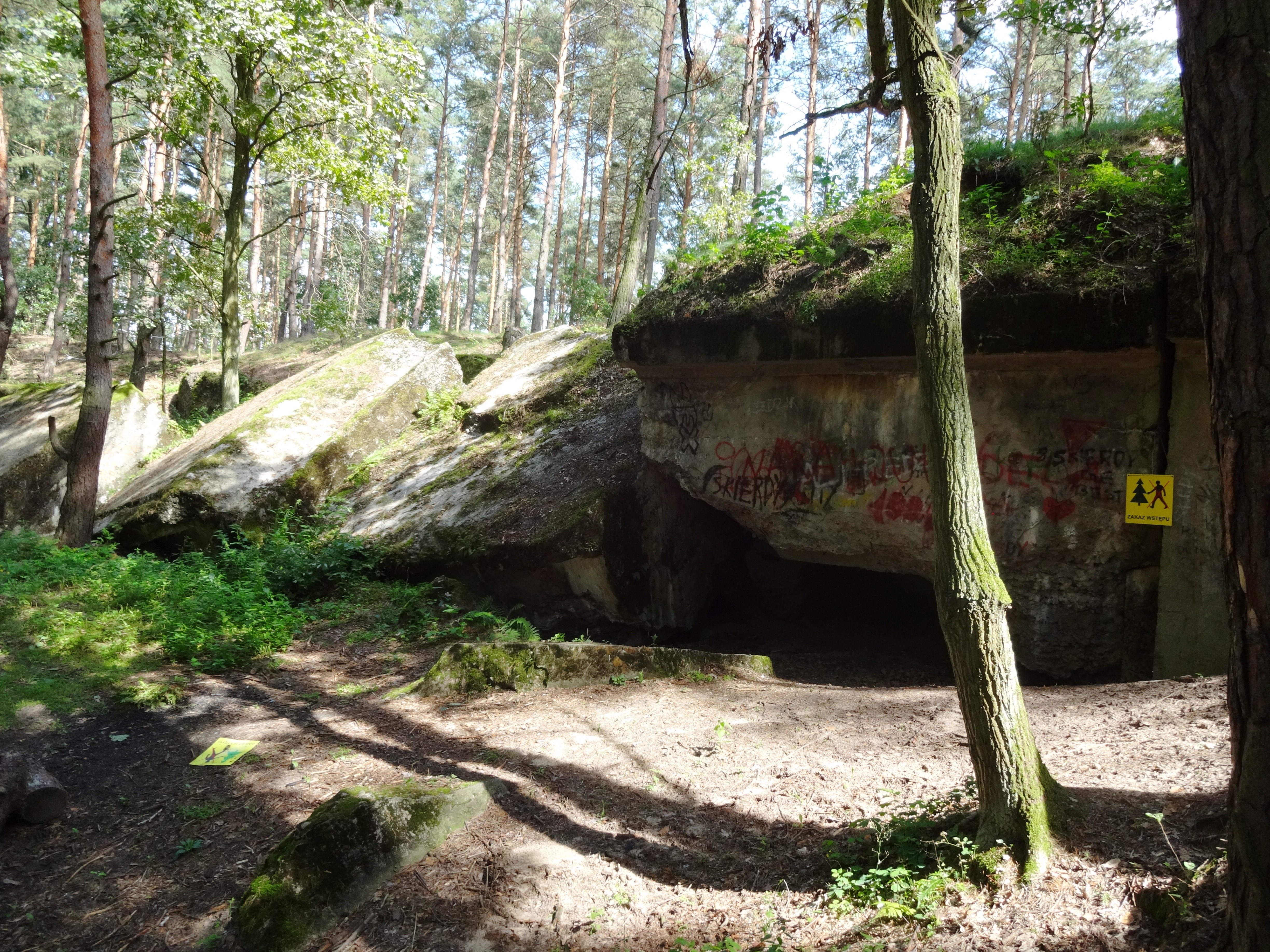
Widok ogólny ruin Dzieła D-10 od strony południowo-zachodniej

Dzieło D-10 (Fort XVIIIa) – jedno z dzieł pośrednich Twierdzy Modlin, wzniesione w ramach budowy drugiego, zewnętrznego pierścienia fortów w latach 1912–1915.
Fort znajduje się w Trzcianach. Dzieło miało za zadanie uzupełnić międzypole Grupy Fortowej „Janówek” (Fort XVII) i Fortu XVIII.
Budowę fortu rozpoczęto w 1912 roku. Większy fort (XVIII) usytuowano na trasie Jabłonna – Modlin, we wsi Boża Wola, natomiast mniejszy, Dzieło D-10 – na skraju wydmy w uroczysku Kadzielnia. W 1915 roku nieukończone jeszcze forty zostały obsadzone przez 19 kompanię Nowogieorgijewskiej (modlińskiej) Artylerii Fortecznej. Wśród obrońców twierdzy było wtedy również wielu Polaków zmobilizowanych jesienią 1914 roku przez Rosjan.
Umocnienie jest jednym z najmniej znanych dzieł na obszarze twierdzy. Były to wykonane z betonu (miejscami zbrojonego) koszary obronne. W momencie wycofywania się wojsk rosyjskich w 1915 roku zostały wysadzone; zachowały się jednak do dziś w stanie czytelnym.